# Huise
Huise is een dorp in de Belgische provincie Oost-Vlaanderen en een deelgemeente van Kruisem. Huise was een zelfstandige gemeente tot aan de gemeentelijke herindeling van 1977 toen het een deelgemeente werd van Zingem en vanaf 2019 van Kruisem.

## Geschiedenis

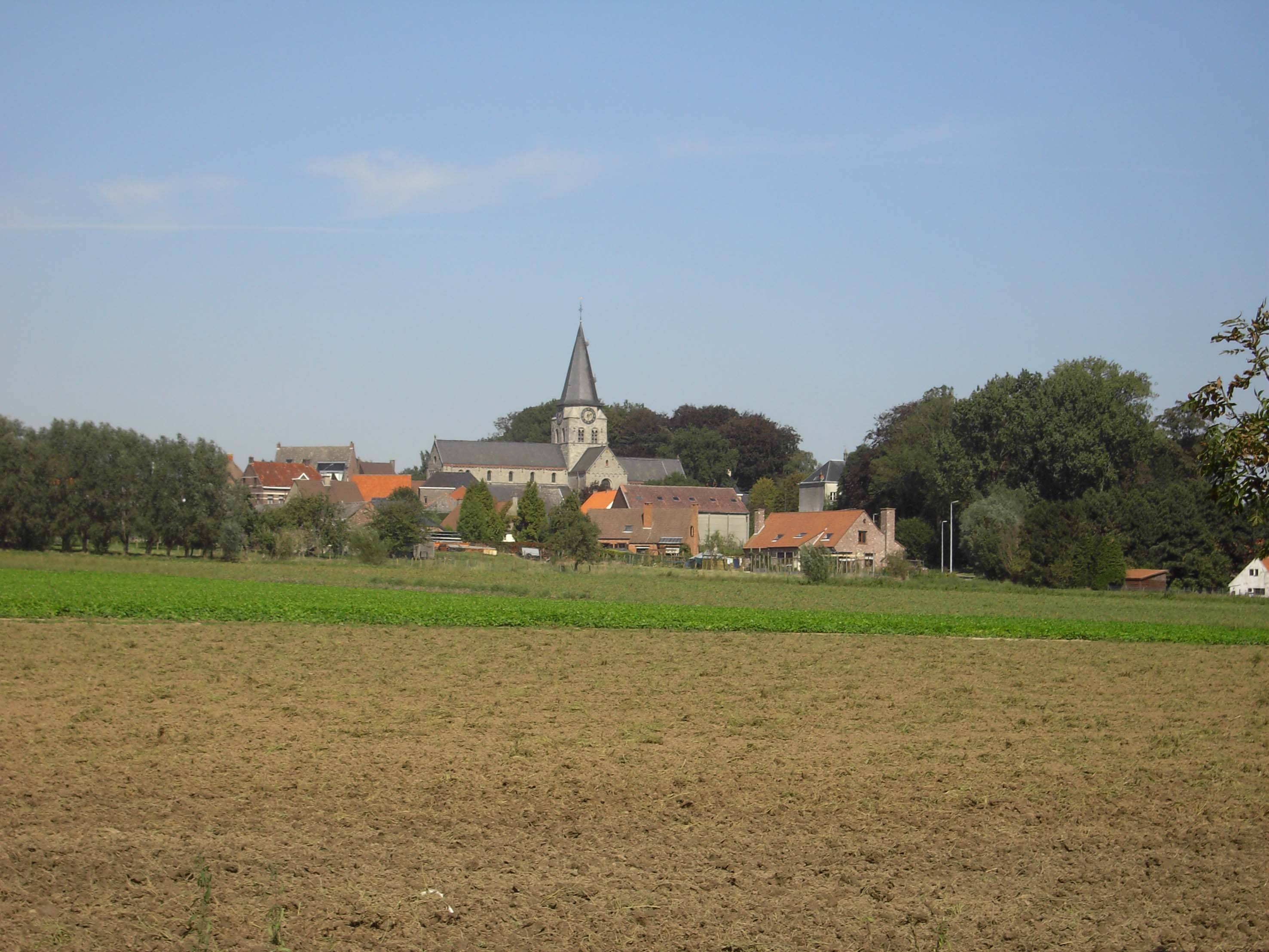
Zicht op Huise

De oudste vermelding van de plaats komt voor in een charter uit 877 als villa Uscias. De naam is vermoedelijk een foutieve latinisering van het Oud-Europese hydroniem usa-ja. Volgens het charter, geschreven door de bisschop van Doornik, werd aan Odo, abt van de abdij van Corbie, de toelating verleend om een kerk te bouwen in Huise, dat voorheen deel uitmaakte van de parochie Mullem. De Noord-Franse abdij had in Huise belangrijke bezittingen die door de heilige Adalardus, volgens de overlevering geboren in Huise in het jaar 751, als abt van Corbie aan de abdij geschonken waren.
Huise was hoofdzakelijk een landbouwdorp, maar het kende sinds de middeleeuwen ook een lijnwaadnijverheid en sinds de 14e eeuw werd er vlas verbouwd. In de 16e eeuw kende de Reformatie in Huise een grote aanhang en was er een sterke migratie naar Nederland. Gezien haar ligging op een heuvelrug, speelde Huise ook een belangrijke rol in de Slag bij Oudenaarde op 11 juli 1708, waarbij 170.000 soldaten uit heel Europa betrokken waren.
In 1927 volgde Agnès della Faille d'Huysse haar vader, die ruim 50 jaar burgemeester van Huise was geweest, op en werd zodoende een van de eerste vrouwelijke burgemeesters in België, een ambt dat ze bleef uitoefenen tot eind 1970. Tot de gemeentelijke fusies van 1977 behoorde ook het dorp Lozer tot Huise. Door de fusie werd Huise in twee gedeeld; de hoofdkern werd een deelgemeente van Zingem, het andere deel werd bij Kruishoutem gevoegd. In 2019 fuseerden Kruishoutem en Zingem tot de nieuwe gemeente Kruisem, waarvan zowel Huise als Lozer deelgemeenten werden.

## Demografische ontwikkeling
- Bronnen:NIS, Opm:1831 tot en met 1970=volkstellingen; 1976 = inwoneraantal op 31 december

## Bezienswaardigheden
- De neoromaanse Sint-Petrus en Urbanuskerk is beschermd als monument. Het transept is nog een restant van de laat-13e-eeuwse romaanse kerk. In de 18e en 19e eeuw werd de kerk verbouwd, met belangrijke aanpassingen in 1889. De kerk bevat een symfonisch-romantisch orgel van Pierre Schyven.
- Het kasteel de Gerlache, waarin de familie de Gerlache leefde, is gelegen op de grens met Mullem. De familie leverde twee zuidpoolreizigers, namelijk Adrien de Gerlache, die in 1897 de expeditie van de Belgica leidde, en zijn zoon Gaston de Gerlache, die hem opvolgde.
- De Huisekoutermolen is een houten staakmolen, die samen met zijn omgeving is beschermd als monument en als landschap.

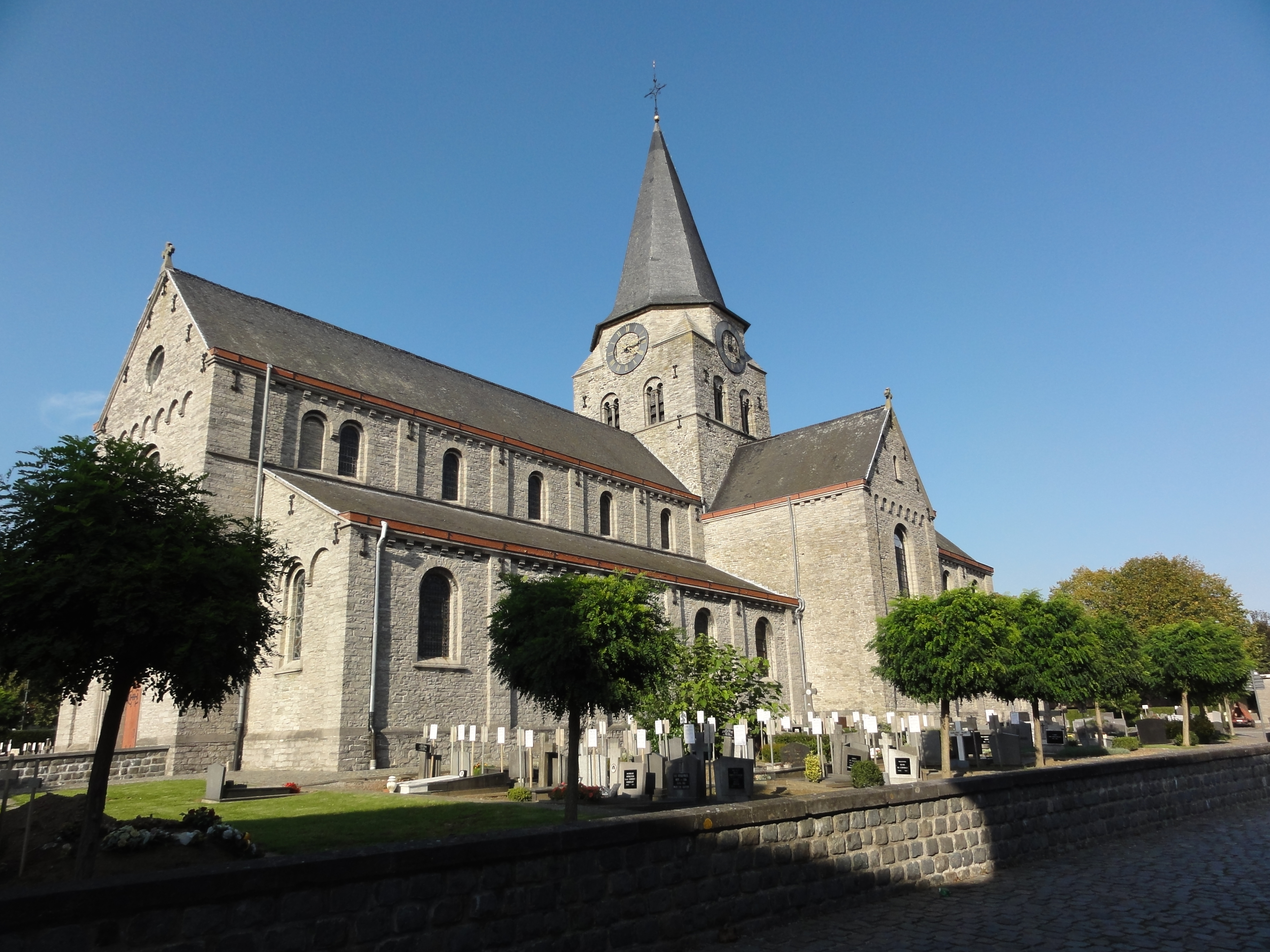
Sint-Petrus en Urbanuskerk
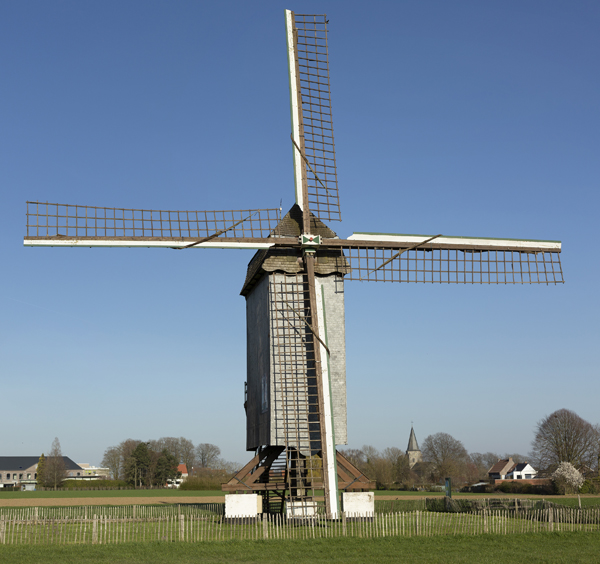
Huisekoutermolen en omgeving
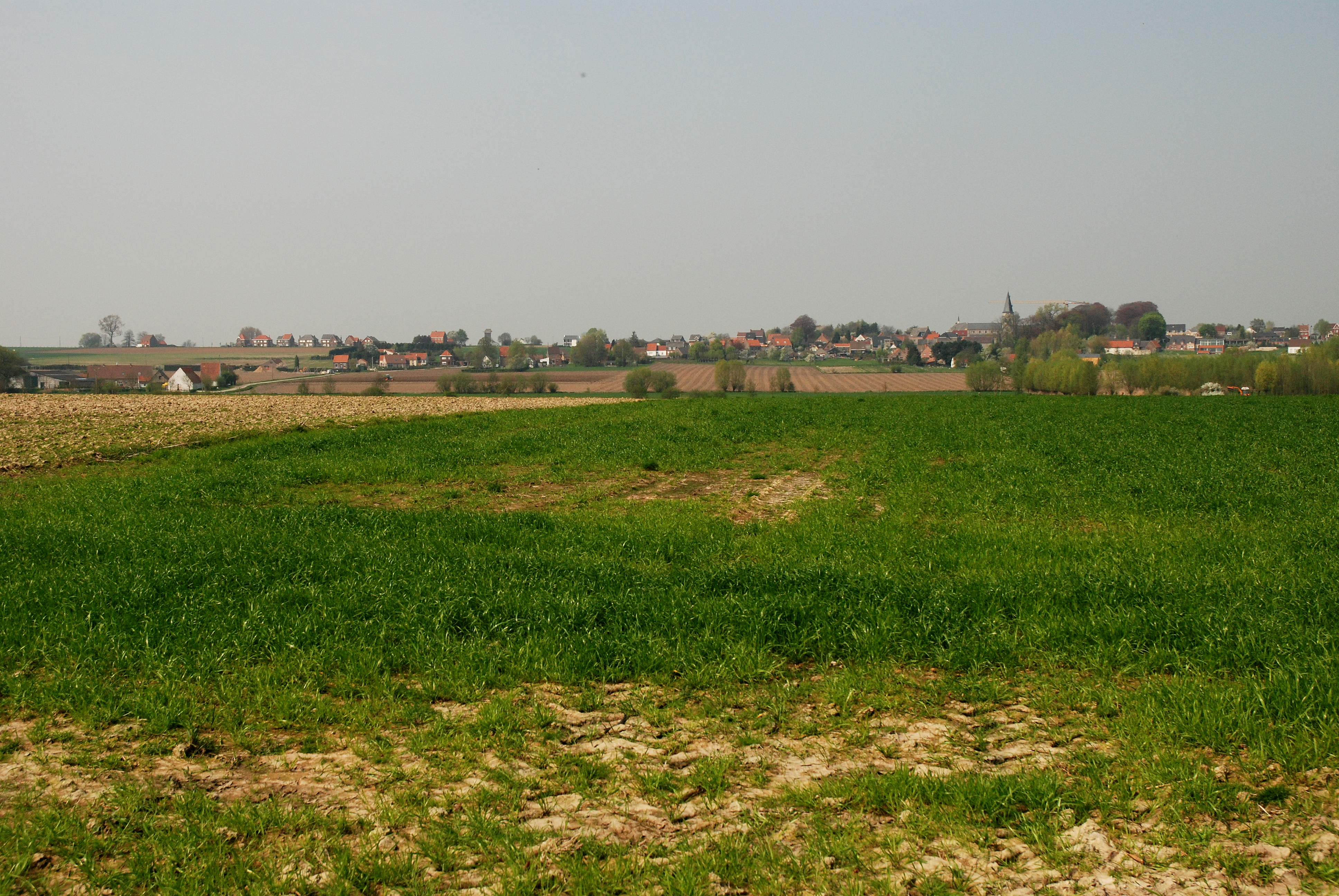
Huise, gezien vanaf Mullem

## Natuur en landschap
Huise ligt op de grens van Zandig Vlaanderen en Zandlemig Vlaanderen op een hoogte van bijna 50 meter. Hier ligt een heuvelrug die van oost naar west verloopt tussen de valleien van de Leie en de Schelde in.

## Bekende inwoners van Huise
- Adalardus (751 – 2 januari 827), kleinzoon van Karel Martel en patroonheilige
- François-Auguste Gevaert (30 juli 1828 – 24 december 1908), componist en organist
- Wouter Vandenhaute (16 februari 1962), ondernemer en televisiemaker

## Nabijgelegen kernen
Lede, Lozer, Mullem, Ouwegem, Wannegem.
Deelgemeenten: Huise · Kruishoutem · Nokere · Ouwegem · Wannegem-Lede · Zingem

Overige plaatsen: Lede · Lozer · Marolle · Wannegem

Belgische gemeenten · Arrondissement Oudenaarde · Oost-Vlaanderen · Vlaanderen